# 토머스 스텁스
토마스 스텁스(Thomas Stubbs)는 잉글랜드 왕국의 도미니코 수도회소속 연대기록자이다.